# ماساهیرو کازونو
ماساهیرو کازونو (ژاپنی: 葛野 昌宏؛ زادهٔ ۲ ژوئیهٔ ۱۹۷۵) یک بازیکن فوتبال اهل ژاپن است.
از باشگاه‌هایی که در آن بازی کرده‌است می‌توان به باشگاه فوتبال شونان بلمار اشاره کرد.